# 金瓜石金泉寺
25°06′41″N 121°51′16″E / 25.111461°N 121.854344°E
金瓜石金泉寺，簡稱金泉寺、舊稱金瓜石寺、金瓜石本願寺，是位於臺灣新北市瑞芳區石山里的淨土宗佛寺，祭祀台灣日治時期来金瓜石工作的中華民國浙江省原温州府平陽、瑞安、玉環等县籍礦工，今列歷史建築。

## 歷史
1905年，為了處理傷亡員工的慰問、喪禮，由經營鑛山的二代田中長兵衛創立淨土宗布教所，但布教所在1913年後已無常駐的布教師，後來轉變為真宗大谷派布教所，再改為寺院，俗稱「金瓜石本願寺」。
1931年至1935年間，日本礦業株式會社為擴大金瓜石金礦事業，從中國招募二千五百多名工人，其中溫州籍平陽、瑞安、玉環等地工人約三百多人。瑞芳還有地名為「溫州寮」。也有從福州僱來的工人。

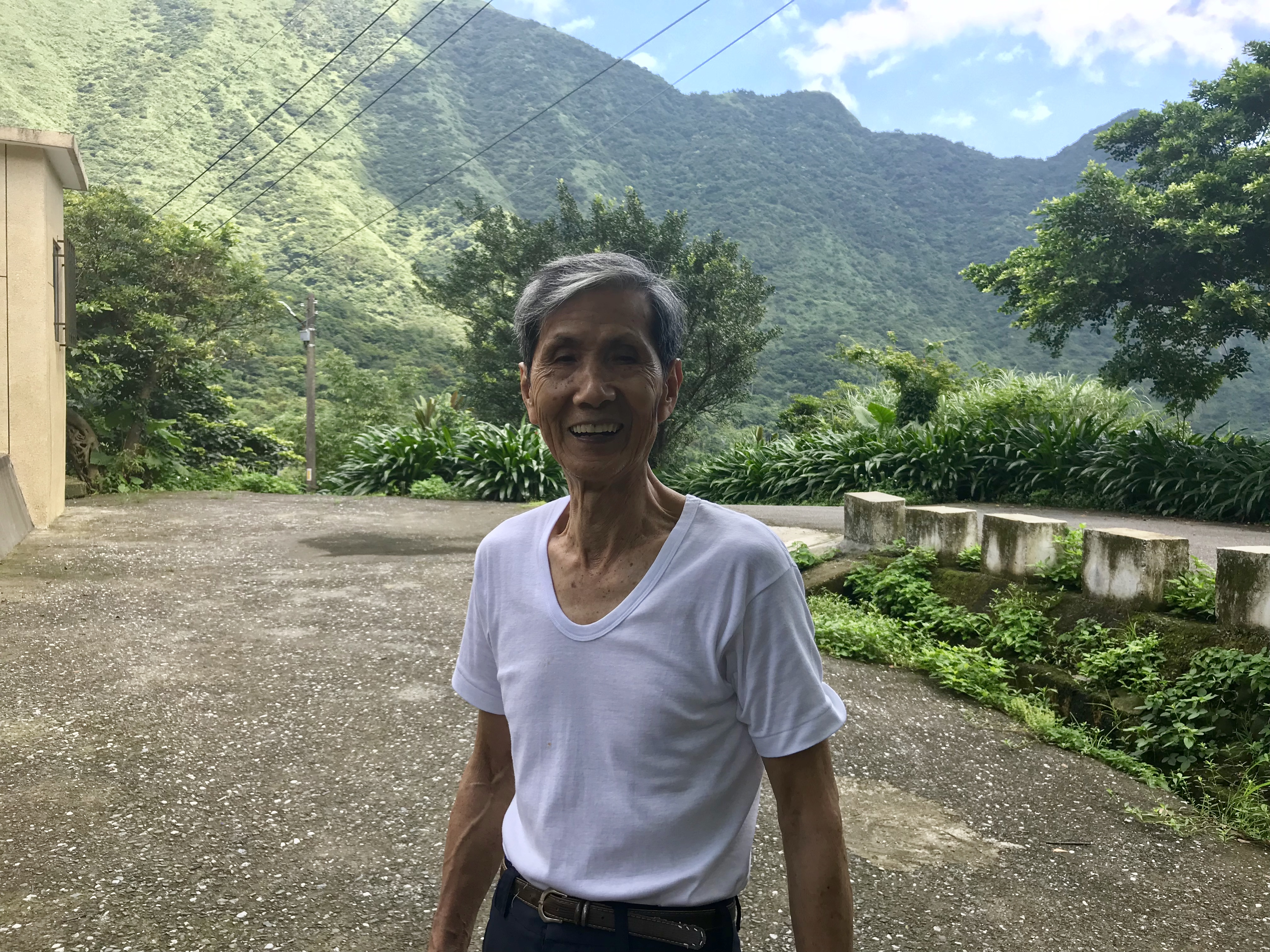
金瓜石老礦工陳石城

當地退休礦工陳石城表示，早期礦工工作環境很差，又無發放口罩，常得矽肺症。那時金瓜石有日本淨土宗建立的布教所-金瓜石寺。日本礦業株式會社在寺下方興建瑞芳首座電氣化火葬場，專門焚燒意外死亡或病故的礦工，當時規模勝於鄰近的基隆。日本人亦在基隆招募溫州人作煤炭工人，於仁正里山腰建工人宿舍，人都稱為「溫州寮」，現已改建為仁正國宅社区。1937年七七事變後，這些工人返鄉路斷絕，客死異鄉。無親人善後的金瓜石礦工骨灰，都安置在金泉寺地窖。金瓜石寺在戰後改名成「金泉寺」並由臺金公司接管，有日籍及部分浙江籍家屬領走四十七具骨骸。
戰後時期依然有人自溫州來瑞芳作礦工，也有溫州人至金瓜石祈堂老街148號開設剃頭店、金瓜石戰俘營經營茶藝館。溫州人在1958年7月27日於臺北公會堂成立同鄉會，同年開始救濟居住臺北縣市的貧寒同鄉。
1969年，日本政府派員來台將日本礦工骨骸全數遷出，剩下仍存放兩百零六個骨灰罈，絕大部分是溫州人。1987年，臺金公司結束營運，金泉寺無人管理，骨骸散落，雜草叢生。1992年，臺北市溫州同鄉會第九屆理監事會中決議，希望在金泉寺豎立紀念碑並整修墓園，並登報找尋家屬，因事隔久遠，幾無人回應。同鄉會與石山社區理事長吳謙次、陳阿仁等人發起募資維修，地方也響應中元設祭。1999年起，當地居民就固定舉行祭祀儀式，並整理這些骨灰罈清查造冊。農曆七月廿六日當天，石山、新山、銅山、瓜山等地里民，會來此寺參加普渡法會。
藉由歷屆里長張文榮等人協助下，管理此寺的台灣糖業公司（台糖）同意商借三至四坪大土地立碑。2002年9月3日下午，農曆七月廿六日，臺北市溫州同鄉會理事長陳立中帶領三十餘位會員，設立金瓜石礦山溫籍礦殤祭祀碑，碑文上述溫州工人來此工作的歷史。在當地石山里里長吳乾正的號召下，居民清理附近淹沒在荒煙蔓草間的步道，於2003年10月18日完成初步清除工作。
2018年6月28日，新北市政府文化局、市議員林裔綺服務處主任蘇有德、里長吳乾正以及地方耆老等人再度來此寺會勘，討論將此寺與下方的火葬場作為新北市文化資產的事宜。歷時一年多時間勘查、追蹤，新北市政府將金泉寺列為暫定古蹟。